# Auguste Carrière
Pour les articles homonymes, voir Carrière.
Auguste Carrière, né le 19 août 1838 à Saint-Pierre-le-Vieux et mort le 25 janvier 1902 à Paris 10e, est un linguiste, grammairien et historien français.
D’abord bibliste de formation, il se spécialisa ensuite en arménologie.

## Biographie
Né dans une famille protestante, il alla suivre des cours de théologie à l’université de Genève en 1858. En février 1864, il soutint à la faculté de théologie protestante de Strasbourg une thèse de baccalauréat intitulée Étude historique et critique sur l'époque de la prophétie d'Habakuk. Il fut ensuite auditeur du bibliste Heinrich Ewald à Göttingen. En juin 1870, il présenta à Strasbourg une dissertation de licence intitulée De psalterio Salomonis disquisitio historico-critica, et semblait voué à occuper une chaire d'hébreu dans cette université, n'eût été la guerre franco-allemande et l'annexion de l'Alsace par l’Empire allemand. À la prise de Strasbourg par les Allemands, ayant participé à la défense de la ville, il fut un temps emprisonné, puis expulsé vers les Pays-Bas.
Rentré à Paris, il fut nommé, le 28 octobre 1871, répétiteur d'hébreu, de chaldéen et de syriaque à la section d'histoire et de philologie de l'École des hautes études. Le 15 décembre 1873, il se vit attribuer le poste de secrétaire-bibliothécaire de l'École nationale des langues orientales vivantes. C'est justement à ce moment que cet établissement, fondé en 1795, reçut pour la première fois son siège propre, rue de Lille ; c'est Auguste Carrière qui organisa l'installation. En 1879 et 1880, il fut chargé de missions d'étude de bibliothèques universitaires étrangères. Quand Édouard Dulaurier mourut, en décembre 1881, il se fit charger des cours d'arménien, et le 22 janvier 1884 il devint titulaire de la chaire.
Dulaurier, malgré ses apports à l'arménologie, n'avait pas rédigé de manuel de langue ; dès 1883, Carrière publia une version traduite, amendée et augmentée de la Grammatik der classischen armenischen Sprache de Max Lauer (Vienne, 1869). En 1886, il publia une édition annotée d'un glossaire latin-arménien du Haut Moyen Âge. Dans la continuité de sa formation de bibliste, il publia et étudia des apocryphes conservés en arménien. Mais son principal apport en arménologie est une série d'études critiques sur l'Histoire de l'Arménie de Moïse de Khorène : il a soutenu que cet auteur n'avait pas vécu au Ve siècle, comme affirmé par la tradition, mais au VIIIe  ou IXe siècle, et que la valeur proprement historique de son œuvre est faible.
Le linguiste Antoine Meillet, qui fut le disciple de Carrière, lui succéda au sein de l'École des langues orientales et plaça la chaire d’arménien à la pointe de la grammaire comparée.

## Sélection de publications
- Grammaire arménienne (1883), édition corrigée et augmentée de celle de Max Lauer (OCLC 23392048)
- Un ancien glossaire latin-arménien (1886)
- Une version arménienne de l'histoire d'Asséneth (1886)
- La correspondance apocryphe de saint Paul et des Corinthiens, ancienne version latine et traduction du texte arménien (1891)
- Moïse de Khoren et les généalogies patriarcales (1891) (OCLC 4682904)
- Nouvelles sources de Moïse de Khoren : Études critiques (1893) (OCLC 4682908)
- La légende d'Abgar dans l' Histoire d'Arménie de Moïse de Khoren (1895) (OCLC 252883907)
- Les huit sanctuaires de l'Arménie païenne d'après Agathange et Moïse de Khoren, étude critique (1899).